# Goniothalamus tortilipetalus
Goniothalamus tortilipetalus este o specie de plante din genul Goniothalamus, familia Annonaceae, descrisă de Murray Ross Henderson. Conform Catalogue of Life specia Goniothalamus tortilipetalus nu are subspecii cunoscute.